# Ilse Bintig
Ilse Bintig (* 7. April 1924 in Hamm; † 15. April 2014 ebenda) war eine deutsche Schriftstellerin.

## Leben
Ilse Bintig machte 1943 in Hamm das Abitur. Ihren Wunsch, Journalistin zu werden, konnte sie während der letzten Kriegsjahre und in den Nachkriegs-Verhältnissen nicht verwirklichen. Erst zwei Jahre nach dem Krieg gelang es ihr, einen Studienplatz zu bekommen. Sie studierte Pädagogik und unterrichtete bis 1984 an Grund- und Hauptschulen in Hamm. Ab 1984 schrieb sie Kinder- und Jugendbücher, Erzählungen, Kurzgeschichten, Hörfunksendungen und Spielstücke.
Bintig war Mitglied im Verband Deutscher Schriftsteller. Sie war verwitwet und hatte einen Sohn. Bintig wohnte bis zu ihrem Tod 2014 im Alter von 90 Jahren in Hamm.
Ihr Nachlass befindet sich LWL-Archivamt für Westfalen.

## Werke (Auswahl)
- 1984: Der Riesenpeter, Freiburg
- 1985: Die Gartengeister, Freiburg
- 1988: Der Wiesenkönig, Bilderbuch mit Heide Mayr, Köln
- 1988: Motze Glotzenguck, Köln
- 1989: Ruhrpotträuber, Köln
- 1990: Unterm Strohdach, Herdfeuergeschichten, Köln (Plattdeutsche Version von Maria Ropperts „Unterm Straudack“)
- 1992: Dominik und Löwenmähne, Geschichten von Liebe, Wut und anderen Gefühlen, Recklinghausen
- 1994: Pass bloß auf, du ... Geschichten vom Zanken, Streiten und Vertragen, Recklinghausen
- 1995: Luftballons für Karsten, Mutmachgeschichten, Recklinghausen 1990 (Taschenbuchausgabe, München)
- 1995: Trümmer und Träume, Recklinghausen
- 1995: Die Leierkastenfrau, Recklinghausen
- 1996: Zi-Za-Zauberhut, Lisa zaubert richtig gut. Würzburg
- 1997: Annas schönster Schultag, Würzburg
- 1997: Wolkenschaukel flieg!, Hamm
- 1997: Mein Adventskalenderbuch, Münster
- 1998: Lieber Hanno – Eine Liebe im 2. Weltkrieg – Erweiterte und bebilderte Ausgabe, Hamm (Erste Ausgabe Freiburg 1986, Taschenbuchausgabe, Würzburg 1988)
- 1999: Maxi und Max retten das Osterfest, Würzburg
- 2000: Baalabu oder die Reise zum Glück, Hamm
- 2000: Pusteblume, oder wie klaut man einen Opa, Stuttgart
- 2005: Zwischen Fördertürmen und Fabrikschornsteinen – Eine Kindheit in Hamm, Hamm
- 2007: Mutmachgeschichten, Kevelaer

## Klassiker nacherzählt für den Arena-Verlag
- 2001: Pinocchio von Carlo Collodi
- 2002: Nils Holgersson von Selma Lagerlöf
- 2003: Peter Pan von James Matthew Barrie
- 2004: Die kleine Meerjungfrau von Hans Christian Andersen
- 2004: Nussknacker und Mäusekönig von E. T. A. Hoffmann
- 2005: Die Schneekönigin von H. Chr. Andersen
- 2006: Peterchens Mondfahrt von Gerdt von Bassewitz
- 2006: Die Schatzinsel von Robert Louis Stevenson
- 2006: Weihnachtsstern und Mandelkern, Klassiker der Weihnachtsliteratur
- 2007: Till Eulenspiegel
- 2007: Däumelinchen von H. Ch. Andersen. Mit Bildern von Uli Waas
- 2008: Alice im Wunderland von Lewis Carroll
- 2008: Dschungelbuch von Rudyard Kipling
- 2008: Heidi kann brauchen, was es gelernt hat von Johanna Spyri
- 2009: Meine erste Märchensammlung

## Auszeichnungen
- 1989: 1. Preis im Schreibwettbewerb des WDR
- 1990: Alfred-Müller-Felsenburg-Preis für aufrechte Literatur
- 1995: „Buch des Monats“ der Deutschen Akademie für Kinder- und Jugendliteratur in Volkach für das Buch „Trümmer und Träume“
- 1995: Wappenteller der Stadt Hamm